# Puccinia caricina

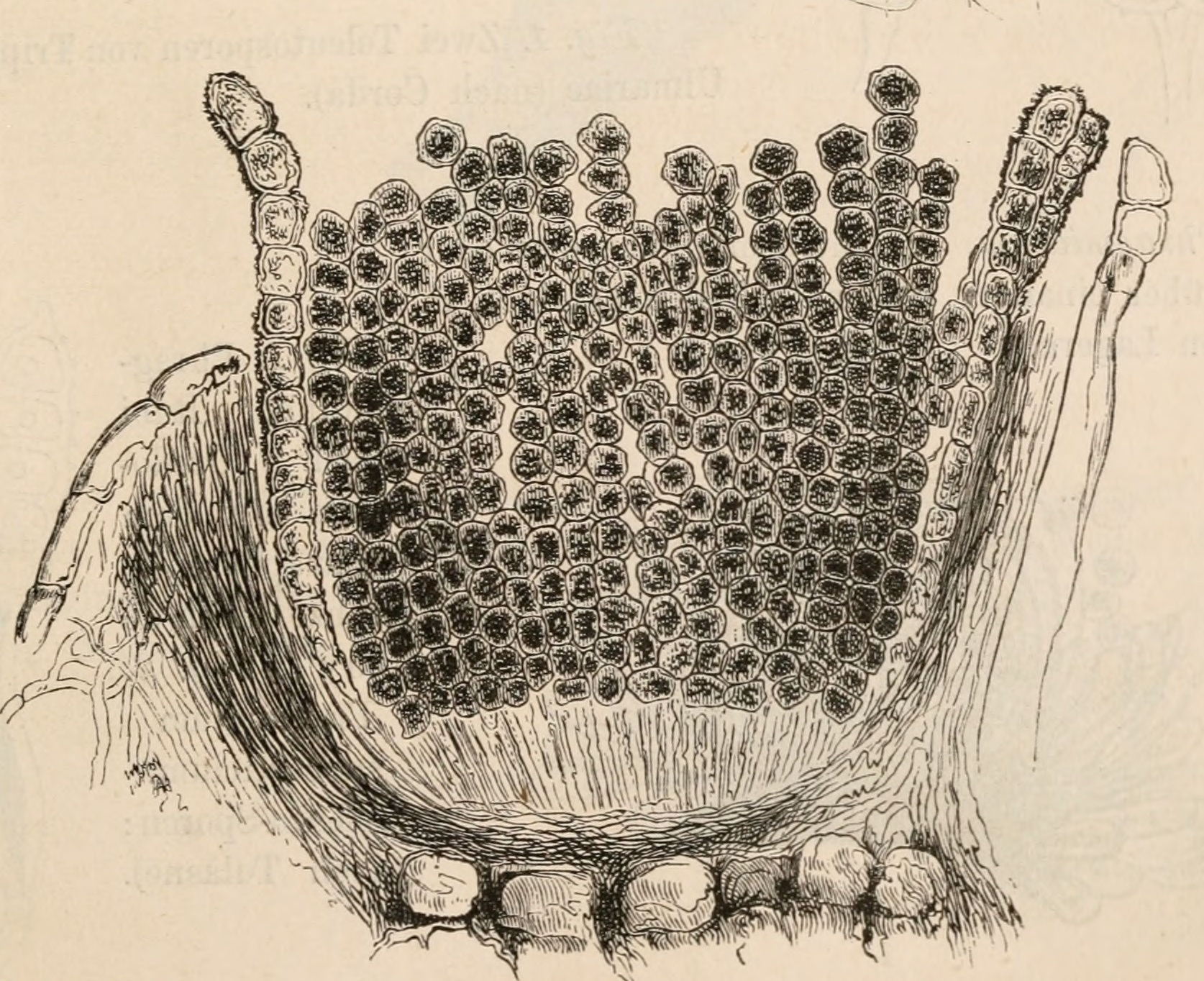
Budowa ecjum

Puccinia caricina DC. – gatunek grzybów z rodziny rdzowatych (Pucciniaceae). Grzyb mikroskopijny, pasożyt dwudomowy, którego żywicielami są różne gatunki porzeczek (Ribes) i  turzyc (Carex). Wywołuje u nich chorobę zwaną rdzą.

## Systematyka i nazewnictwo
Pozycja w klasyfikacji według Index Fungorum: Puccinia, Pucciniaceae, Pucciniales, Incertae sedis, Pucciniomycetes, Pucciniomycotina, Basidiomycota, Fungi.
Ma 25 synonimów.

## Morfologia i rozwój
Cykl życiowy Puccinia caricina odbywa się na dwóch żywicielach. Spermogonia i ecja rozwijają się na różnych gatunkach porzeczek. Tworzą się na liściach i ogonkach liściowych, na młodych pędach i młodych owocach. Mają kubkowaty kształt, a w miejscu ich występowania i w otoczeniu następuje chloroza. Uredinia i telia rozwijają się na turzycach. Jasnobrązowe uredinia tworzą się w obrębie żółtych plam na dolnej stronie liści. Powstają w nich urediniospory z 3–4 porami rostkowymi i ścianami o grubości 1–2 µm. Telia czarnobrązowe. Teliospory 2–komórkowe, gładkie, prawie bez przewężenia na przegrodzie, zwężające się przy szypule o mniej więcej tej samej długości co zarodnik.

## Żywiciele
Spermogonia i ecja rozwijają się na gatunkach porzeczek (Ribes): porzeczka alpejska (R. alpinum), porzeczka złota (R. aureum), porzeczka czarna (R. nigrum), porzeczka zwyczajna (R. rubrum), porzeczka krwista (R. sanguineum), agrest (R. uva-crispa). Drugim żywicielem są turzyce (Carex), na których rozwijają się uredinia i telia. Stwierdzono ich występowanie na turzycy Buxbauma (C. buxbaumii), turzycy obłej (C. diandra), turzycy nibyciborowatej (C. pseudocyperus), turzycy dzióbkowatej (C. rostrata).
Na urediniach Puccinia caricina pasożytuje nadpasożyt Eudarluca caricis.